# Typosyllis magnipectinis
Typosyllis magnipectinis är en ringmaskart som först beskrevs av Storch 1967.  Typosyllis magnipectinis ingår i släktet Typosyllis och familjen Syllidae. Inga underarter finns listade i Catalogue of Life.